# Wonderwall Music
1968. november 1-jén jelent meg George Harrison első szólóalbuma, a Wonderwall Music, a Wonderwall című film zenéje. Minden dal instrumentális (kivéve néhány nem angol nyelvű éneket és egy lelassított beszédfelvételt). A felvételek 1967 decemberében, Angliában és 1968 januárjában, az indiai Bombayben zajlottak. A Wonderwall Music volt az első hivatalosan megjelent szólóalbum a Beatles egyik tagjától.
A közreműködők közül több zenészt nem tüntettek fel; Eric Clapton, Ringo Starr és Peter Tork neve sem szerepelt az albumon. Harrisont csak dalszerzőként, producerként és rendezőként tüntették fel.
Az indiai felvételek alatt készült el a "The Inner Light" című dal egy része; ez a "Lady Madonna" kislemez B-oldalán jelent meg 1968. március 15-én. Ez volt a Beatles utolsó kislemeze a Parlophone, illetve a Capitol Records kiadóknál.
Ez volt az első album, ami az új Apple Records kiadásában jelent meg. Szintén ez volt az első Apple-kiadás, amit töröltek a katalógusból, bár 1992-ben CD-n is kiadták.
A brit listákra nem jutott fel, de 1969 elején az USA-ban 49. lett.

## Az album dalai
Minden dalt George Harrison írt.
1. Microbes – 3:42
2. Red Lady Too – 1:56
3. Tabla and Pakavaj – 1:05
4. In the Park – 4:08
5. Drilling a Home – 3:08
6. Guru Vandana – 1:05
7. Greasy Legs – 1:28
8. Ski-ing – 1:50
9. Gat Kirwani – 1:15
10. Dream Scene – 5:26
11. Party Seacombe – 4:34
12. Love Scene – 4:17
13. Crying – 1:15
14. Cowboy Music – 1:29
15. Fantasy Sequins – 1:50
16. Glass Box – 2:22
17. On the Bed – 1:05
18. Wonderwall to Be Here – 1:25
19. Singing Om – 1:54

- Angliában felvett dalok: 2, 5, 8, 10, 11, 14, 16, 18
- Indiában felvett dalok: 1, 3, 4, 6, 7, 9, 12, 13, 15, 17, 19

## Közreműködők

### Anglia (1967. december)
- John Barham – zongora, kürt
- Colin Manley – gitár, steel-gitár
- Tony Ashton – zongora, orgona
- Philip Rogers – basszusgitár
- Roy Dyke – dob
- Tommy Reilly – szájharmonika
- Peter Tork – bendzsó (uncredited)
- Eddie Clayton (Eric Clapton) – gitár
- Richie Snare (Ringo Starr) – dob (nem biztos)

### India (1968. január)
- Ashish Khan – sarod
- Mahapurush Misra – tabla, pakavaj
- Sharad Jadev – shehnai
- Hanuman Jadev – shehnai
- Shambu-Das – szitár
- Indril Bhattacharya – szitár
- Shankar Ghosh – szitár
- Chandra Shekhar – sur-bahar
- Shiv Kumar Sharma – santoor
- S. R. Kenkare – fuvola
- Vinaik Vora – thar-shehnai
- Rij Ram Desad – harmónium,  tabla-tarang